# 利普施塔特社區 (密蘇里州)
利普施塔特社區（英語：Lippstadt Community）是位於美國密蘇里州沃倫縣的非建制地區。

## 地理
利普施塔特社區所處的海拔為高於海平面273米（即896英呎），而該地所採用的時區為UTC-6，即北美中部時區（CST）。同時該地設有夏令時間，為UTC-6調快一小時，即UTC-5（CDT）。